# Penalty by Perception
Penalty by Perception is het tiende studioalbum van de Deense thrashmetalband Artillery, dat op en rond 25 maart 2016 uitkwam.

## Het album
De thrashmetal wordt op dit album gecombineerd met powermetal, vooral in de zang, het tweede album sinds Legions met zanger Michael Bastholm Dahl. Wat betreft het gitaargeweld is de thrashmetal wat melodieuzer dan op de eerste albums van de band. Het album werd in 2015 te Kopenhagen opgenomen. Het slotnummer Welcome to the Mindfactory is oorspronkelijk van de vrijwel gelijknamige demo Welcome to the Mind Factory, uit 1992.

## Nummers
1. In Defiance of Conformity (5:44)
2. Live by the Scythe (5:03)
3. Penalty by Perception (5:05)
4. Mercy of Ignorance (3:52)
5. Rites of War (4:13)
6. Sin of Innocence (5:19)
7. When the Magic Is Gone (4:32)
8. Cosmic Brain (4:34)
9. Deity Machine (4:54)
10. Path of the Atheist (4:46)
11. Welcome to the Mindfactory (4:55)

## Muzikanten
- Michael Bastholm Dahl – zanger
- Michael Stützer – gitarist
- Morten Stützer – gitarist
- Peter Thorslund – basgitarist
- Josua Madsen – drummer en percussionist

Alle bandleden met instrument dragen bij aan de achtergrondzang op het album.

### Gastmuzikanten
- Hank Shermann en Michael Denner (Mercyful Fate) (gitaarsolo's op Cosmic Brain)
- Morten Sandager (Mercenary): piano en keyboards op When The Magic is Gone
- Rune Gangelhof: twee gitaarsolo's op Deity Machine